# Enrique Riveros
Pour les articles homonymes, voir Riveros.
Enrique Riveros Fernandez dit aussi Enrique de Rivero (1906-1954), est un acteur chilien, qui fit carrière en France durant les années 1920-1930.

## Biographie
Fils d'un important homme d'affaires chilien, Enrique I Riveros, et de Hortensia Fernández Prado, il arrive à Paris en 1922 pour y étudier l'agronomie. Mais, contrairement aux souhaits de ses parents, il se détourne de ses études pour embrasser un carrière de comédien. Il fréquente le monde artistique de la capitale française, rencontrant Pablo Picasso, Man Ray, Gertrude Stein, Coco Chanel, Luis Buñuel, Lee Miller, Marie-Laure et Charles de Noailles, et Jean Cocteau.
Sa carrière cinématographique commence en 1925, en France et se poursuit aussi en Suède, pris sous contrat par la Svensk Filmindustri, et en Espagne. Il tourne entre autres pour Jean Renoir, Cocteau, Alberto Cavalcanti, René Hervil.
Il retourne au Chili peu avant l'entrée en guerre. Là, il poursuit une modeste carrière d'acteur, ne tournant que dans un seul film. Après 1946, il se consacre à la photographie et reprend ses études universitaires en agronomie. 
Il meurt en 1954, en grande partie oublié.

## Principaux films
- 1925 : Mon curé chez les pauvres de Émile-Bernard Donatien (Raymond Maxy).
- 1926 : Mon frère Jacques de Marcel Manchez (Jacques Armaillé).
- 1927 : Spökbaronen (Le Baron fantôme) de Gustaf Edgren (Lieutenant Gösta Bramberg).
- 1927 : Ungdom de Ragnar Hyltén-Cavallius (Juan).
- 1928 : Majestät schneidet Bubiköpfe de Ragnar Hyltén-Cavallius (Nicolo).
- 1928 : Le Tournoi dans la cité de Jean Renoir (Henri de Rogier).
- 1929 : Le Bled de Jean Renoir (Pierre Hoffer).
- 1929 : L’Emprise de Hewitt Claypoole Grantham-Hayes (Henri)[2].
- 1930 : Le Sang d'un poète de Jean Cocteau (le poète).
- 1930 : La Bodega de Benito Perojo (Raphaël).
- 1931 : Dans une île perdue d'Alberto Cavalcanti (Davis).
- 1931 : À mi-chemin du ciel d'Alberto Cavalcanti (Fred Lintz).
- 1932 : Nicole et sa vertu de René Hervil (Luisito).
- 1932 : Le Picador de Lucien Jaquelux (Vicente)
- 1946 : El hombre que se llevaron de Jorge Délano (es) (Alberto Rivero).